# Navajo híd
A Navajo híd (angolul Navajo Bridge) a Colorado folyót íveli át a Márvány-kanyonnál az Amerikai Egyesült Államokban, Arizona államban. Ez az egyetlen közúti híd, mely átíveli a Grand Canyont.
Az első Navajo híd megépítése előtt az egyetlen átjárás Utah és Arizona között a közelben található Lee-rév volt, ahol a kanyon falai elég alacsonyak voltak. Ez a megoldás azonban nem volt megbízható az időjárás és a vízállás váltakozása miatt. A Lee-révet John Doyle Lee hozta létre és több mint 60 évig szolgált az első Navajo híd megépítéséig.

## Története
A Navajo híd építése 1927-ben kezdődött, és 1929-ben nyitották meg a forgalomnak. 1990-ben már akkora volt a forgalom, hogy szükségessé vált egy nagyobb áteresztőképességű híd, ezért azt tervezték, hogy építenek egy másik hidat a korábbi híd mellé. A második híd építése nem volt problémamentes: környezetvédelmi aggályok, a Navajo rezervátum érdekei, USA országúti szabványok, stb. hátráltatták.
Végül egy új híd mellett döntöttek, mely a régi híd mellett épül és kielégíti a modern országúti szabványokat.
Az új híd 1995 szeptemberében került átadásra, építése közel 15 millió dollárba került.
Az eredeti Navajo híd szintén megmaradt és gyalogos hídként szolgál, de lóval is át lehet haladni rajta. A kötélugrás (bungee jumping) szerelmesei is használják a hidat. 1981 óta a híd szerepel a Történelmi Helyek Nemzeti Regiszterében (National Register of Historic Places).

## Adatai
Eredeti híd
- Üzembe helyezés időpontja: 1929
- Teljes hossz: 254 m
- Acélív hossza: 188 m
- A folyó feletti magasság: 142 m
- A híd szélessége: 5,5 m
- Acéltömege: 1 100 000 kg

- Építési költség: 390 000 USD

Új híd
- Üzembe helyezés időpontja: 1995
- Teljes hossz: 277 m
- Acél ív hossza: 221 m
- A folyó feletti magasság: 140 m
- A híd szélessége: 13 m
- Acél tömege: 1 800 000 kg

- Építési költség: 14 700 000 USD

## Képgaléria

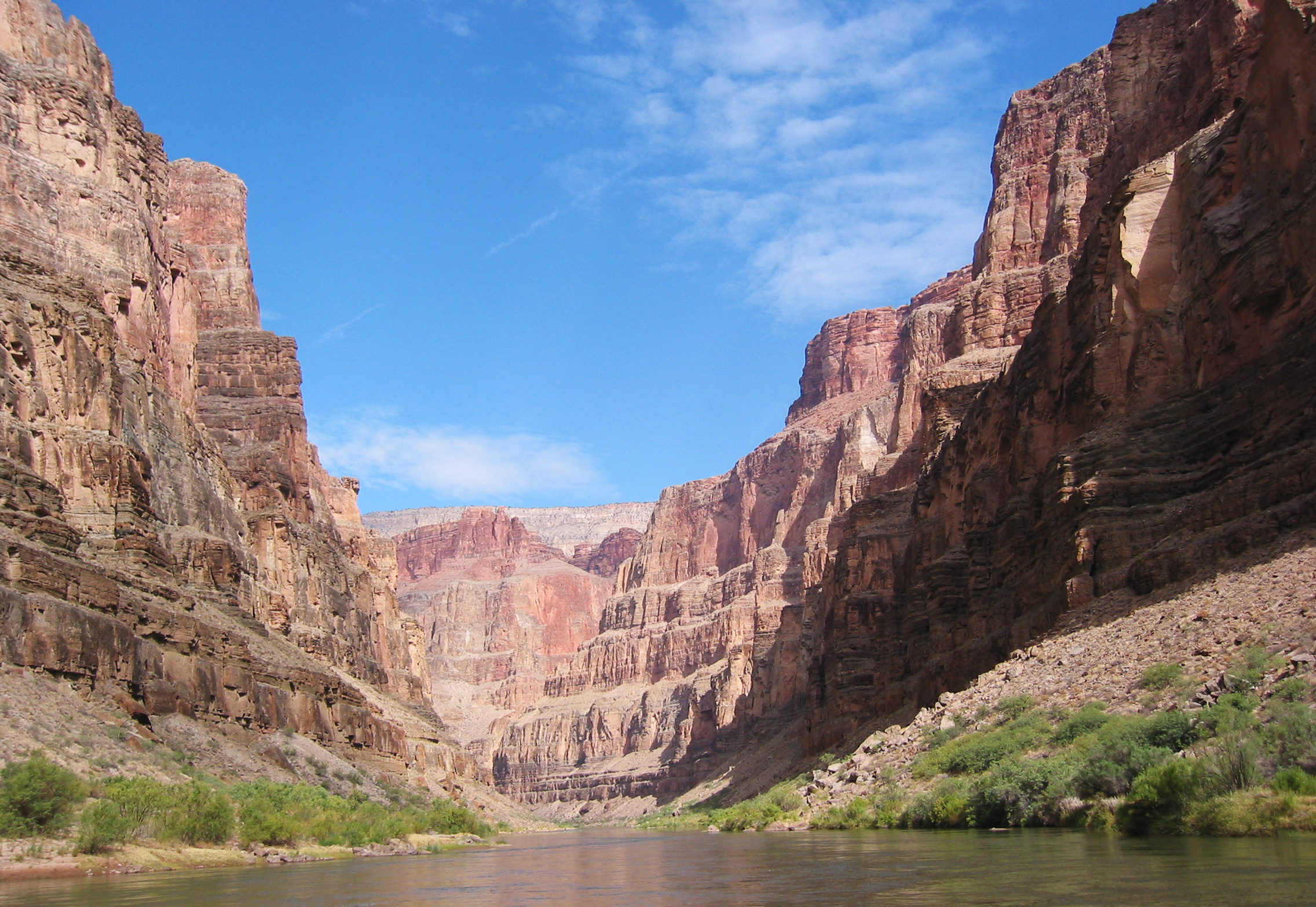
Márvány-kanyon
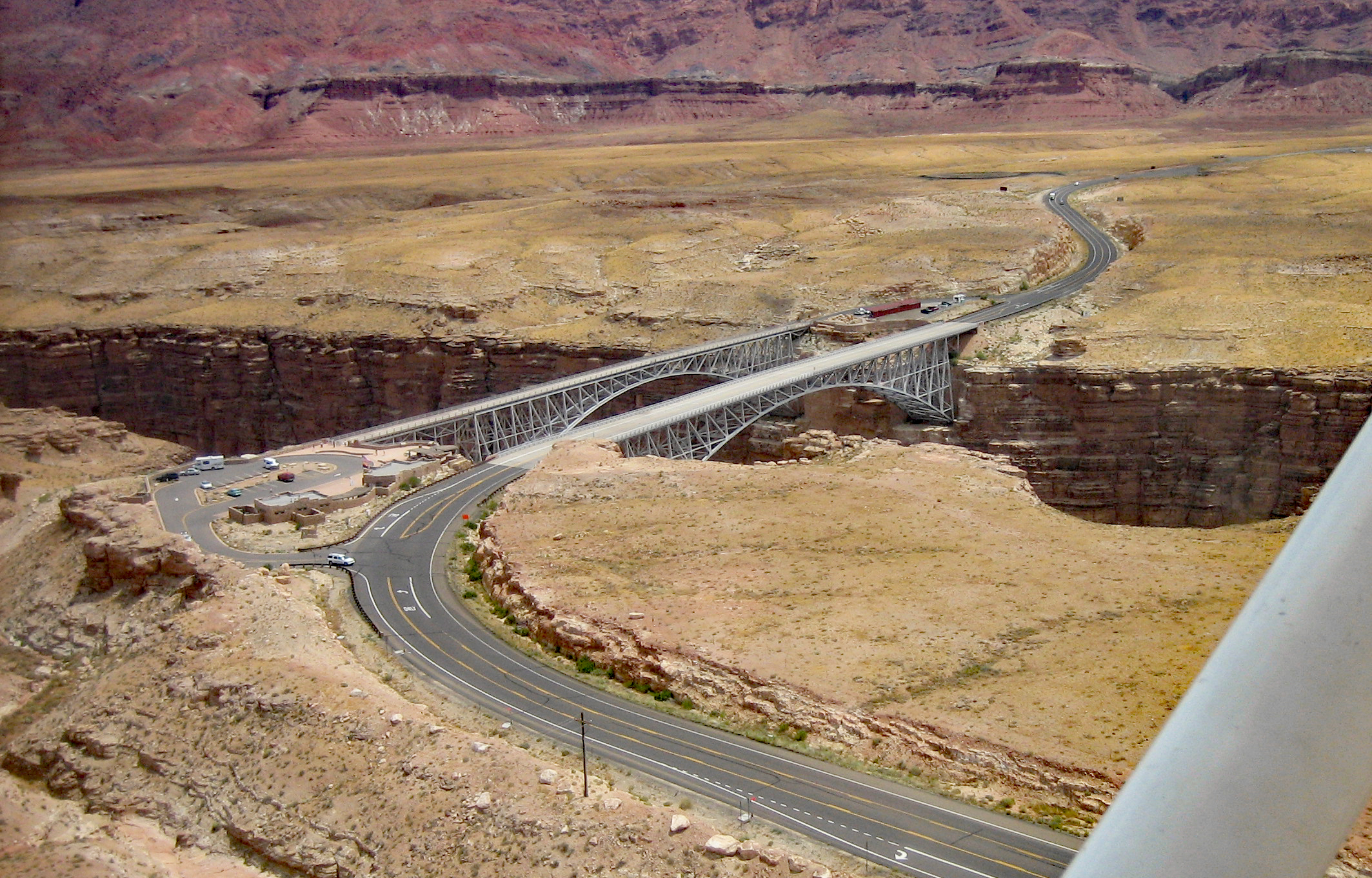
A Navajo híd repülőről
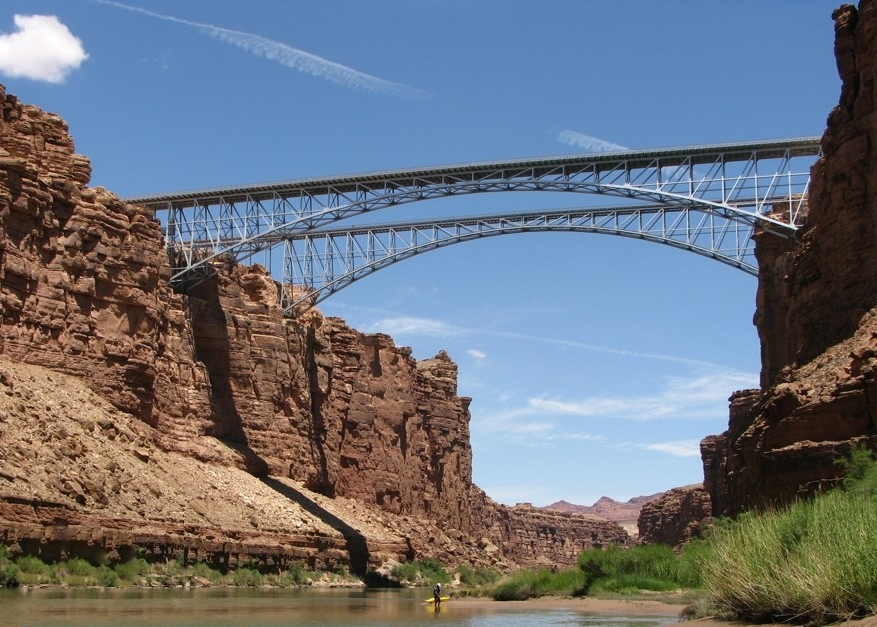
A Navajo híd a Colorado felett
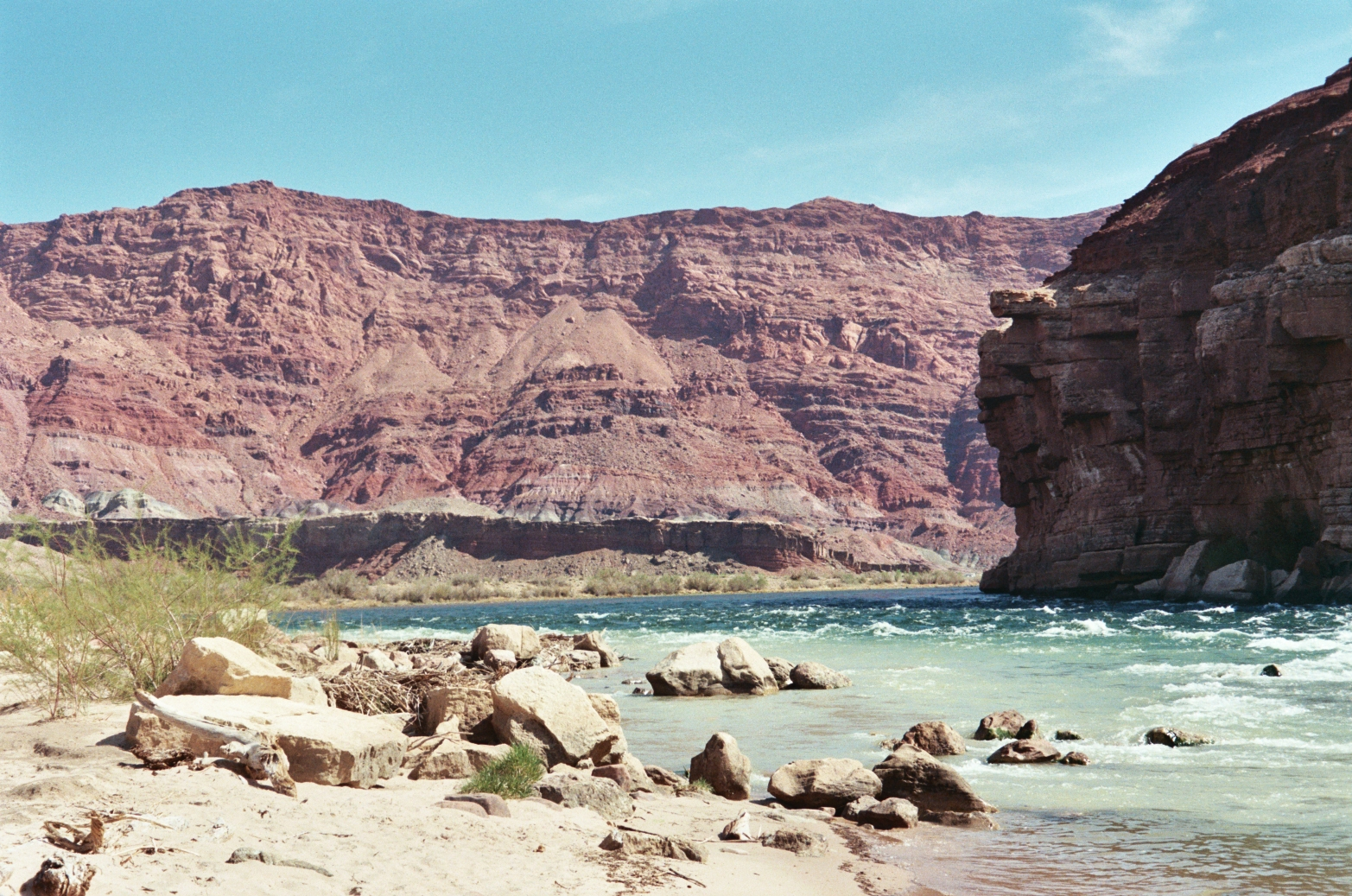
A Colorado folyó a Lee-révnél

## Fordítás
Ez a szócikk részben vagy egészben  a   Navajo Bridge című angol Wikipédia-szócikk ezen változatának fordításán alapul.  Az eredeti cikk szerkesztőit annak laptörténete sorolja fel. Ez a jelzés csupán a megfogalmazás eredetét és a szerzői jogokat jelzi, nem szolgál a cikkben szereplő információk forrásmegjelöléseként.